# مالافااک
مالافااک به انگلیسی (ma'leaf'ak) از شخصیت‌های شرور دیسی کامیکس او برادر دوقولو مارشن منهانتر است، او کسی است که باعث نابودی نژاد مریخی‌ها شده از راه طاعون بعد از اینکه او فکر می‌کرد همه مریخی‌ها مُرده اند در خرابه‌های مریخ به زندگی خود ادامه داد تا اینکه فهمید برادرش جان جونز هنوز زنده است و برای همین به زمین رفت تا برادرش را بکشد.
همچنین وی در انمیشن لیگ عدالت:نفرین و سریال سوپرگرل حضور پیدا کرده‌است.